# Brain Damage (groupe de dub)
Pour les articles homonymes, voir Brain Damage.
Brain Damage est une formation dub française, basée à Saint-Étienne, initiée par Martin Nathan et par le bassiste Raphaël Talis en 1999.

## Biographie
Considéré comme un défricheur du dub et comme un producteur prolifique, Martin Nathan fonde Brain Damage dans la ville de Saint-Étienne à la fin des années 90, accompagné de Raphaël Talis. D'abord en duo basse-machine, puis seul et parfois avec des collaborateurs voix, il se produit en live machine, c'est-à-dire en mixant sur scène à partir d'enregistrements.

### 1999-2005
Pendant la période précoce du groupe, l'artiste anime une émission de radio hebdomadaire éponyme sur les ondes de Radio Dio avec une thématique principalement Reggae/Dub.
Raphaël et lui effectuent les tournées secondés par l'ingénieur du son Jean-Luc Aube, alias Kobe, ancien des Babylon Fighters, fondateur du studio Loaded et clef de voûte des masterings de Brain Damage.
De Juillet 1999 à avril 2002, la majorité des concerts du duo, c'est-à-dire 45 dates sur une soixantaine, fut précédée ou suivie d'un set de Another Sound System Experience. Ce groupe, éphémère mais marquant, était composé de Martin et Raphaël + Denis Sefani (Fedayi Pacha) + Benoît Rubet (Les Nomades puis N&SK) à la batterie.
En 1999, le Maxi Bipolar Disorder (clos par l'emblématique morceau Brain Booster) est édité en digipack, simultanément au Maxi From Scratch de ASSE, sur le label Bangarang. Ces deux EP se maintiendront plusieurs semaines dans les classements de la fédération des radios rock, la Ferarock, et deviendront un support apprécié par nombre d'animateurs dans les radios indépendantes et plurielles.
Au début des années 2000, Martin collabore  avec certains maîtres du Dub de la scène britannique (Zion Train, Alpha and Omega, The Disciples). Il se produit à Londres au studio Conscious Sound avec le MC Tena Stelin. Puis, toujours accompagné de Raphël, il compose deux albums, Always Greener (On The Other Side) et Ashes to Ashes / Dub to Dub sur le label parisien Hammerbass. Ces deux opus aideront à définir le style de Brain Damage : la recherche d'effets pointus et la quête permanente de nouvelles voix.

### 2006-2011
Lancée dans une vaste exploration de la Dub poetry, du Spoken word et des techniques de short cuts, la formation rejoint Jarring Effects en 2006 pour une trilogie d’opus expérimentaux : Spoken Dub Manifesto, Short Cuts et Burning Before Sunset. Ces trois ovnis musicaux, réalisés selon des formats innatendus, contribueront grandement à l'image de singularité et d'originalité du groupe.
Le 28 septembre 2009, paraît Short Cuts Live, enregistré en mai de la même année au Fil, SMAC stéphanoise . Ce premier Live présente des morceaux extraits de Short Cuts, mais aussi Brain Booster, Genetic Weapon et Cube dub fondateurs de l'identité scénique du duo.

### 2011-2014
En 2011, année de la fin de l'aventure pour Raphaël, Martin met en musique en relation étroite avec le groupe High Tone de Lyon le projet et la tournée High Damage, au firmament de la scène « French dub touch ». Dans la foulée, en 2012, sort Brain Damage Dub Sessions "What You Gonna Do ?", nouvelle production dub avec des voix vindicatives et incisives.
Un an plus tard, anticipant les célébrations du centenaire de la Grande Guerre, il réalise l'album dub engagé Empire Soldiers avec le britannique Steve Vibronics. Ce travail donnera lieu à un album live, ainsi qu'à de nombreuses dates en France et en Europe (Allemagne, Belgique, Croatie, Grande-Bretagne, Hollande, Roumanie, Suisse). Le morceau Sufferation, avec la voix du britannique M. Parvez, sera illustré par un clip animé poignant concocté par Wasaru,.

### 2015-2019
En 2015, c’est à Kingston qu’il sème sa créativité et cultive sa portée internationale. Il y confectionne la majeure partie du projet Walk the Walk / Talk the Talk,, en compagnie d’idoles jamaïcaines comme Horace Andy, Willi Williams, Winston Mc Anuff, Kiddus I ou encore Ras Michael. Walk the walk est aussi le titre d'une web-série documentaire en 8 épisodes, réalisée par Wasaru. Elle retrace, sous forme de making-of, l'épopée jamaïcaine qui a donné lieu aux deux albums,.
En 2017, Martin Nathan se tourne vers la Californie et développe une collaboration, avec Harrison Stafford, leader de la formation Groundation.
Un an plus tard, il se rend en Colombie pour produire un album entièrement en langue espagnole, ¡Ya no màs!. Cet opus lui permettra de s’affranchir des modèles anglo-saxons omniprésents, y compris dans ses productions.

### 2020-2025
En 2021, l'artiste finalise le projet Brain Damage meets Big Youth-Beyond the Blue, en partenariat avec Big Youth,,,. Retourné en Jamaïque l'année précédente, accompagné de son ami Sam Clayton Jr, dans le but de rencontrer Big Youth et d'effectuer les enregistrements, Martin rentrera malheureusement seul en France, trahi par le Covid. L'album, sans doute intitulé ainsi en hommage à Sam, figurera dans la première partie de tableau du classement Feraliste deux mois consécutifs. Il sera mondialement relayé par les médias, principalement francophones, anglophones,,,, ou germanophones, mais aussi belges, hollandais, polonais, croates, italiens, portugais, suédois, brésiliens, argentins ou japonais,,,,,. Ce travail inaugurera un format de tournée à jauge réduite, imposé par le contexte sanitaire, qui conduira à cent "Little Big Sessions" à travers la France.
Le 26 mai 2023 voit la sortie de Groundation meets Brain Damage-Dreaming From An Iron Gate,. Aboutissement d'une deuxième collaboration majeure avec Harrison Stafford et point de départ de tournées estivale et automnale, cet album dub revisite Hebron Gate avec l'inspiration due à un succès du reggae,. Ce projet a été réalisé à partir des enregistrements originaux, créés 20 ans auparavant par le groupe Groundation.
Le 27 avril 2024, Brain Damage a célébré ses 25 ans d'existence avec un concert au FIl. Outre la présence de Raphaël Talis, de passage sur scène pour l'événement, le public a pu apprécier la participation de deux références londoniennes du dub mondial, Adrian Sherwood et Mad Professor.
En avril 2025, la distribution du dernier album bat son plein. Oide Oide, préparé par Brain Damage, Emiko Ota et Mad Professor atteint les plateformes de vente numérique. Cette fois-ci c'est la voix d'Emiko qui s'installe en leader musical et repère du projet. L'énergie vocale donne au projet une couleur dynamique et scandée. Construit sur un modèle DUB, l'album présente 5 morceaux et 5 déclinaisons dub.

## Style et influences
Influencée par le punk rock, autant que par le dub anglais ou jamaicain et l'expérimentation électronique, la formation était labélisée à ses débuts "dub emocore", "emo-dub ambient", "novo dub", "emotional dub", mais aussi "électro-dub"; ou bien, plus simplement, "live dub" pour ses prestations scéniques, en référence aux live acts des sound systems.
Qualifiée dans les années 2020 de "post-dub", la musique éclectique de Brain Damage reste difficile à classifier par une appellation unique au fil du temps, pour peu que ce soit souhaitable. Toutefois, ses productions s'inscrivent indéniablement dans les caractéristiques techniques, artistiques et historiques du dub, bien qu'elles ne dépendent pas, ou peu, de bandes magnétiques mais de matériels numériques et informatiques. 
Cependant, au fil du temps, en dehors de la profondeur musicale et de l'exigence formelle, un point commun émerge dans la quasi totalité des morceaux. Il s'agit, contrairement à la musique purement électronique, de l'utilisation de voix humaines, qu'elles soient parlées, chantées ou simplement samplées. De Black Sifichi, chantre du Spoken word, à Harrison Stafford, chanteur résolument reggae, en passant par des collaborateurs s'exprimant en français, allemand, bosnien, polonais, arabe, catalan, espagnol ou japonais, le travail de Brain Damage a toujours été largement ponctué par la quête, l'enregistrement, l'échantillonage et la restitution des voix.

## Discographie

### Compilations, remixes, dubplates, participations
- Combat Dub
- Combat Dub II
- Combat Dub III
- Combat Dub IV[62]
- Digital Park Compilation
- Alpha and Omega Meets Bangarang Show me a purpose - Versions[63]
- Maxi vinyle de remixes de Lab°
- Roots of Dub Funk vol. 3
- Dub Solidarity
- Crooklyn Dub Outernational / Certified Dope Vol.4
- Alpha and Omega : Spirit of the Ancients
- Dub Excursion  (Sounds Around)
- Dub in France
- Dub Addicts
- JFX 100
- Zion Train : Live as one remixed
- How do you sleep ?
- Burn Babylon Burn
- Dub Wiser Chapter II
- Wordsound 48 LP
- High Tone Dub Box
- Brain Damage meets Jazzmin Tutum
- Remix de Zenzile Stay
- Tour de Force Battle Cry Remixed
- Vaticaen Box #2
- Remix de Vibronics Samsara
- Dub Alliance
- Skank Lab #5
- Tribute to Style Scott, Remix Clash
- Remix de Sparky Riots Police Abuse
- Remix sur Vibronics African Stone EP
- Remix de Zenzile So Far So Good
- Remix de TelDem Com'Unity Pay Day
- Mayd Hubb meets Brain Damage
- Brain Damage meets Vibronics Vol. 1
- Brain Damage meets Vibronics Vol. 2
- Brain Damage meets Vibronics Vol. 3
- Brain Damage meets Ras Michael
- Brain Damage VS General Dub